# Toy (песма)
Toy је песма коју је снимила израелска певачица Нета за Песму Евровизије 2018, која је победила на истом такмичењу. Песму су написали Дорон Медали и Став Бегер, који је уједно и продуцент. Објављена је 11. марта 2018. године заједно са званичним музичким видео клипом, коју је режирао Керен Хочма. Песма је процурела на интернету дан пре свог званичног објављивања.
Ова песма је победила на Песми Евровизије 2018. године, са 529 поена. Она означава четврту победу Израела на Евровизији заједно са победама из 1978, 1979 и 1998.

## Текст
Текст песме је углавном на енглеском језику, са изузетком хебрејске фразе אני לא בובה (ani lo buba — „Ја нисам лутка”), и сленг סטפה (stefa — „гомила новчаница”).

## Песма Евровизије
Toy се прво појавила на такмичењу у првој полуфиналној вечери Песме Евровизије 2018, где се нашла као седма од деветнаест песама. Квалификовала се за финале након што се нашла међу првих десет песама са највише гласова, засновано на гласовима жирија и публике. У финалу, нашла се на трећем месту након гласања жирија, и тада је имала 212 поена, а након тога је освојила 317 поена од публике, те се нашла на првом месту са укупно 529 поена.